# Bistum Diamantino

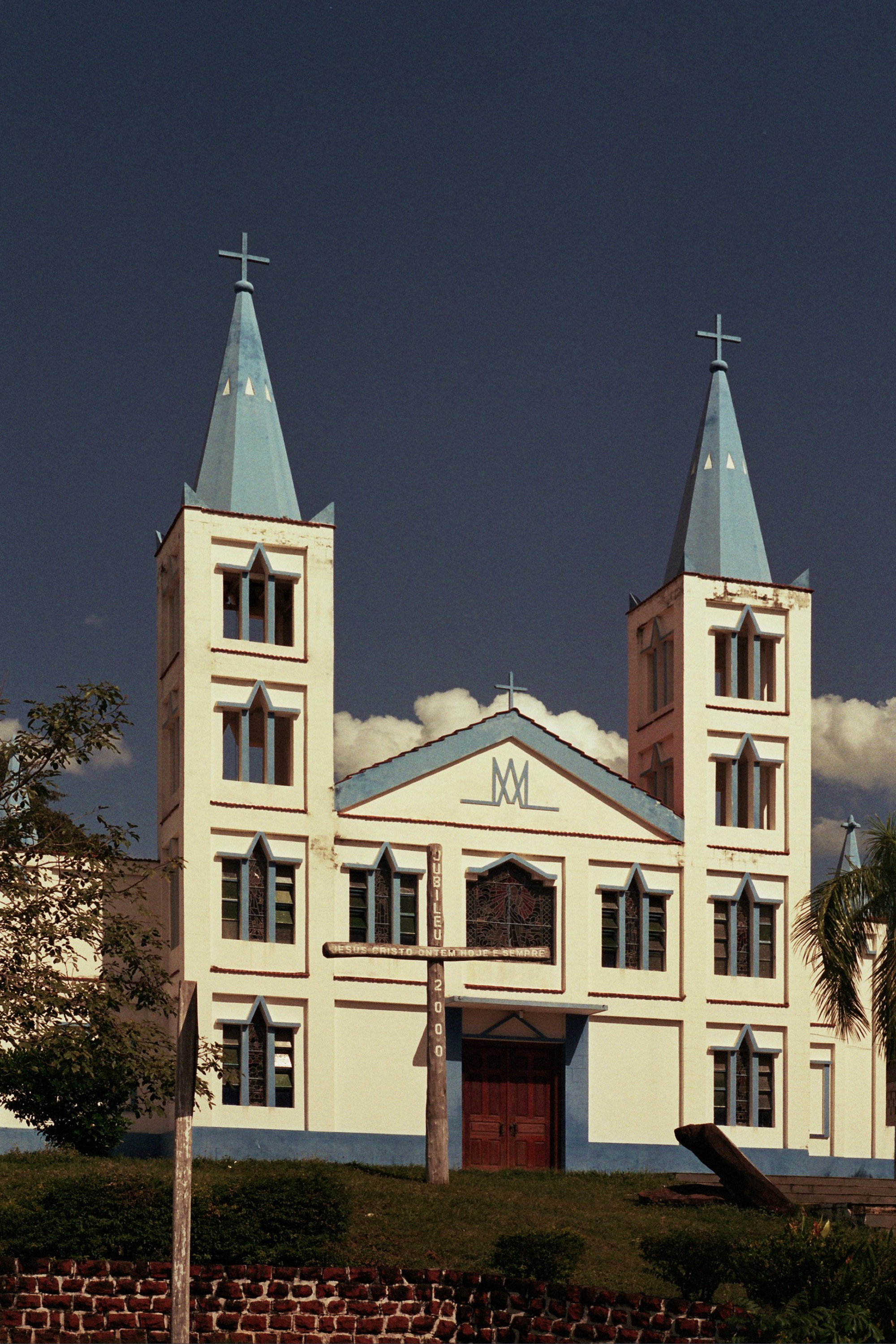
Catedral Imaculada Conceição am 2010

Das Bistum Diamantino (lat.: Dioecesis Adamanteae) ist eine in Brasilien gelegene römisch-katholische Diözese mit Sitz in Diamantino im Bundesstaat Mato Grosso. 

## Geschichte
Papst Pius XI. gründete die Territorialprälatur Diamantino am 22. März 1929 mit der Apostolischen Konstitution Cura universae Ecclesiae  aus Gebietsabtretungen des Erzbistums Cuiabá, dem es auch als Suffragandiözese unterstellt wurde. 
Mit der Bulle Cura universae Ecclesiae wurde sie am 16. Oktober 1979 zum Bistum erhoben.

## Territorium
Das Bistum Diamantino umfasst die Gemeinden Diamantino, Alto Paraguai, Arenápolis, Campo Novo do Parecis, Denise, Ipiranga do Norte, Itanhangá, Lucas do Rio Verde, Nortelândia, Nova Marilândia, Nova Maringá, Nova Mutum, Santo Afonso, São José do Rio Claro, Sapezal, Tangará da Serra, Tapurah und Santa Rita do Trivelato des Bundesstaates Mato Grosso.

## Ordinarien

### Prälaten von Diamantino
- Alonso Silveira de Mello SJ  (13. Juni 1955–29. November 1971)
- Henrique Froehlich SJ (29. November 1971–16. Oktober 1979)

### Bischöfe von Diamantino
- Henrique Froehlich SJ (16. Oktober 1979–25. März 1982, dann Bischof von Sinop)
- Agostinho Willy Kist SJ (15. November 1982–26. August 1998, emeritiert)
- Canísio Klaus (26. August 1998–19. Mai 2010, dann Bischof von Santa Cruz do Sul)
- Vital Chitolina SCJ, seit 2011